# Església de Sant Joan Baptista (Múrcia)
L'església de Sant Joan Baptista de la ciutat de Múrcia és el cap d'una de les parròquies tradicionals del centre històric de la ciutat. L'immoble actual, edificat entre 1750 i 1777, és una transició entre el típic barroc murcià i els primers elements neoclàssics que es van desenvolupar a Múrcia. En el seu interior destaca un ric patrimoni en retaules i escultures.

## Història
L'Església de Sant Joan Baptista existeix a Múrcia des dels temps de la Reconquesta amb el nom de San Juan del Real i posteriorment San Juan del Arrabal en servir de parròquia del raval cristià del mateix nom que es va desenvolupar en l'anomenat meandre de la Condomina, just en el lloc on segons la tradició Jaume I va acampar el seu exèrcit en 1266 per rendir la ciutat després de la revolta mudèjar de 1264 contra el protectorat castellà.
Des de llavors no es té cap notícia fins que apareix el primer llibre de baptismes on es data la primera partida inscrita el dia 16 de juny de 1591 i signada pel llavors sacerdot Jacobo Cuellar.
Va canviar el seu nom pel de Sant Joan Baptista amb motiu de la seva reconstrucció en el Segle xviii, on van participar importants mecenes com el comte de Floridablanca (el pare del qual va ser enterrat a l'església) i el bisbe Manuel Rubín de Celis, el retrat del qual apareix en la sagristia.
Durant la Guerra Civil va ser utilitzada com a presó, salvant gran part del seu patrimoni gràcies a l'acció de la Junta de Protecció del Patrimoni Artístic de Múrcia que va crear l'alcalde socialista Fernando Piñuela.
En 1946 es va crear en ella la Germanor d'Esclaus del nostre Pare Jesús del Rescat i María Santíssima de l'Esperança que posseeix un dels titulars més venerats de la ciutat desfilant en processó durant la tarda del Dimarts Sant.

## Arquitectura
La seva planta és de creu llatina amb una sola nau, coberta amb volta de canó lleugerament apuntada, a la qual s'obren capelles laterals comunicades entre si, cúpula en el creuer, profund presbiteri semicircular i cor alt als peus de l'església. Les capelles laterals es comuniquen per arcs de mig punt que s'obren en els murs dels costats. Pilastres amb capitells d'estil compost sostenen l'entaulament que envolta els murs interiors.
En la nau dreta del creuer s'obre la Capella del Crist del Rescat, de planta rectangular.
El cor, als peus de l'església, té accés des de la base de la torre esquerra, i al seu torn des del cor s'accedeix a la torre dreta així com a les galeries laterals situades damunt de les capelles a un costat i a l'altre de la nau principal. En el buit central de la galeria superior esquerra hi ha un orgue.
A l'exterior, l'església presenta una façana flanquejada per dues torres bessones. El drap central alberga la portada sobre la qual s'obre un gran finestral, rematant-se amb un frontó triangular. La portada s'estructura amb senzilles pilastres sobre les quals corre un arquitrau, donant l'única nota diferencial els materials de diferent coloració emprats en els elements arquitectònics. La característica dominant en el conjunt és la desornamentació pròpia de l'estil neoclàssic, estant així davant una de les primeres mostres a la ciutat de Múrcia, atribuïda a Ventura Rodríguez, encara que en ella va participar l'escultor Juan Guissart.

## Decoració interior

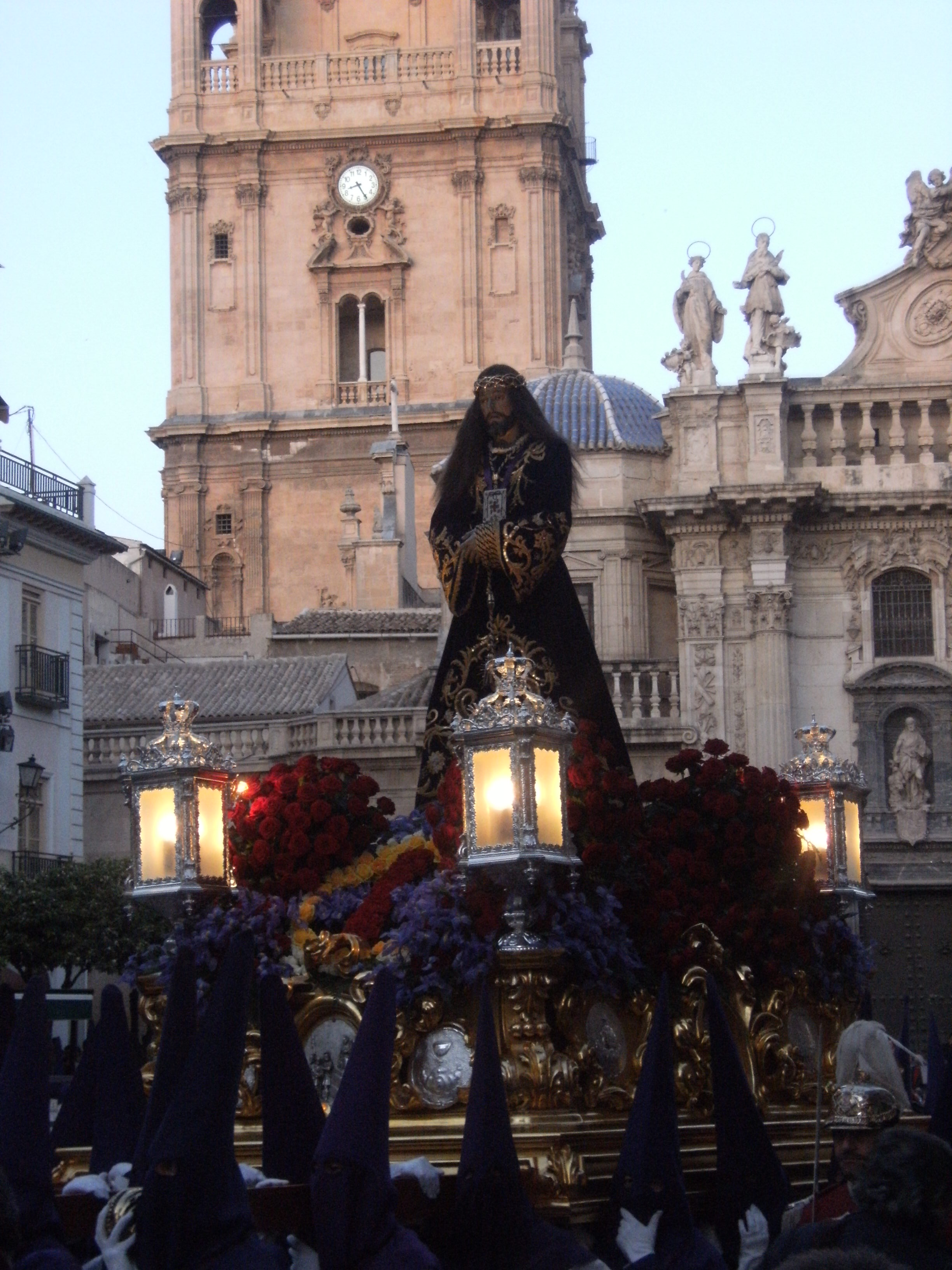
Nuestro Padre Jesús del Rescate al seu pas processional

La decoració interior de l'església és senzilla, amb predomini de la cornisa, des de la qual arrenquen les voltes. També hi ha decoracions de sanefes que remarquen l'estructura del temple.
En l'altar major hi ha el baldaquí (1789), obra neoclàssica de Ramón Berenguer, aixecat en el centre del creuer, les columnes del qual sostenen una petita cúpula que acull la imatge de Sant Joan Baptista, obra de l'escultor Antonio Dupar (escultor establert a Múrcia entre 1728 i 1731), imatge de gran percepció formal i estètica classicista, ben diferent de l'escultura tradicional desenvolupada a Múrcia, expressant una nova concepció d'aquest art que heretarà Francisco Salzillo.
El baldaquí té planta circular amb vuit grans columnes corínties de marbre vermell i bases de bronze que suporten el ric cornisament de marbre negre, amb decoració de querubins en el fris i sobre l'anell que ho voreja ampla motllura daurada que serveix de seient a una cúpula peraltada de secció el·líptica, segmentada per faixes que formen vuit casquets revestits de marbre blanc. Un grup d'àngels sobre núvols sostenint la creu remata aquest baldaquí.
Altres obres importants que guarda Sant Joan Baptista són el grup del Calvario, amb les imatges del Crist de l'Agonia, Dolorosa i Sant Joan obra de Roque López, deixeble predilecte de Francisco Salzillo. L'obra de Roque López, encara en el tema passionari, està molt proper als models del mestre i especialment a la col·laboració que va mantenir amb ell en els anys d'aprenentatge en el taller. El cap del Crist de l'agonia sembla que la va fer Francisco Salzillo i l'acaba Roque López. Aquesta obra en realitat es va fer per al Convent de la Trinitat, desaparegut després de la desamortització de Mendizábal i situat en el solar que avui ocupa el museu de Belles arts de la ciutat Murcia.
Santa María de la Cabeza (1748) és obra de Juan Porcel, un altre deixeble de Francisco Salzillo. La figura manté els trets físics heretats de Salzillo i les vestidures amb motius florals ens recorden l'estofa salzillesca.
San Isidro Labrador, atribuïda a Francisco Salzillo per Cristóbal Belda Navarro i altres estudiosos i a Nicolás de Bussy per Mª Carmen Sánchez Rojas. El sant està representat en el moment més popular de la seva iconografia, el de fer brollar l'aigua de la roca amb la vara.
La imatge més venerada del temple és la del Crist del Rescat, anònim del segle xvii procedent també del Convent de la Trinitat. Recorre els carrers del barri de Sant Joan i de la ciutat en la seva processó del Dimarts Sant. L'altra imatge de la confraria, la Virgen de la Esperanza, és de José Sánchez Lozano (1947).